# Aksakovo (Belebejský rajón)
Aksakovo (rusky Аксаково) je vesnice v Rusku v Belebejském rajónu v Republice Baškortostán. Podle sčítání lidu v roce 2021 zde žilo 3040 obyvatel. Obec se nachází 11 kilometrů jižně od města Belebej.

## Historie
Obec dostala jméno podle ruského spisovatele Sergeje Timofejeviče Aksakova, který v této oblasti žil v letech 1812 až 1826. Obec zde v 60. letech 18. století vybudoval statkář M. M. Kurojedov, který se sem přestěhoval ze stejnojmenné obce Aksakovo, u tehdejšího Simbirsku. Od místních Baškirů vykoupil zdejší úrodnou půdu a nové osadníky sem přivedl ze středního Ruska. V roce 1905 byla dokončena Transsibiřská magistrála, která prostřednictvím železniční stanice v obci propojila obec s dopravní infrastrukturou země.
V roce 1918 se v obci odehrála Aksakovská tragédie, která vedla k smrti velitele československých legií Josefa Jiřího Švece.
Od ledna do května 1942 byla v obci zformována 124. pěší brigáda Rudé armády.